# Phyllophorella queenslandica
Phyllophorella queenslandica är en insektsart som beskrevs av Rentz, D.C.F., Y. Su och Norihiro Ueshima 2009. Phyllophorella queenslandica ingår i släktet Phyllophorella och familjen vårtbitare. Inga underarter finns listade i Catalogue of Life.